# Imortal
Imortal es una serie de televisión filipina transmitido por ABS-CBN desde el 4 de octubre de 2010 hasta el 29 de abril de 2011. Está protagonizada por Angel Locsin y John Lloyd Cruz, se trata de una secuela de Lobo que se emitió en 2008.

## Argumento
Hace 300 años, un grupo de seres poderosos llegó a nuestras costas. Conocidos como los vampiros, los bebedores de sangre humana, su amenaza se extendió rápidamente por todo el país. Pero desconocido para ellos, un poderoso clan también vivió en las islas, un grupo de seres que pueden transformarse en lobos poderosos - Taong Lobo .

## Elenco

### Personajes principales
- Angel Locsin como Lia Ortega-Rodriguez / Lyka Raymundo-Ortega
- John Lloyd Cruz como Mateo Rodriguez

### Personajes secundarios
- Maricar Reyes como Samantha Imperial.
- Rico Blanco como Lucas Teodoro.
- Jaime Fabregas como Abraham Villamor.
- Vivian Velez como Lucille Zaragoza.
- Johnny Revilla como Simon Teodoro.
- Jake Roxas como Magnus Imperial.
- Francine Prieto como Imelda Fontanilla.
- Jomari Yllana como Roman Rodriguez.
- Niña Dolino como Clarisse Zaragoza.
- Rocky Salumbides como Tom Moreno.
- Erika Padilla como Miriam Villamor.
- Leandro Baldemor como Enrico Kabigting.
- Vangie Labalan como Tabitha Matute.
- Dino Imperial como Jethro Kabigting.
- Marlann Flores como Olivia / Olive.
- Bryan Santos como Gael.
- Beverly Salviejo como Dara.
- Nikki Valdez como Lydia.

### Personajes invitados
- Mark Gil como Julio.
- Carlos Morales como Lyndon.
- Christian Vasquez como Badong.
- Archie Alemania como Arturo Lumibao.
- Danillo Barrios como Billy Villareal.
- Nikki Bacolod como Jessica Arceo.
- Carlos Agassi como Vergara.
- Menggie Cobarrubias como Jessie Cordero.
- Manuel Aquino como Albert Esguerra.
- Josh Ivan Morales como Benezor.
- Angelo Garcia como Andoy.
- Manuel Chua como Diego.
- Kris Martinez como Francis.
- Gerard Acao como Macoy.
- Zeppi Borromeo como Baldo.
- Thou Reyes como Rafael.
- Andre Tiangco como el abogado Yumul.
- Hermes Bautista como la Taong Lobo.
- David Chua como la Taong Lobo.
- Marion Dela Cruz como la Taong Lobo.
- RJ Calipus como la Taong Lobo.
- Tyron Perez como el vampiro.
- Helga Krapf como el vampiro.
- Rob Stumvoll como el vampiro.
- Princess Manzon como el vampiro.
- Yuri Okawa como el vampiro.
- Allyson Lualhati como Tabitha Matute (joven).
- Precious Lara Quigaman como Ceres.
- Sajj Geronimo como Lia (joven).
- Bugoy Carino como Mateo (joven).

## Premios y nominaciones
| Año  | Premio                          | Categoría                                                | Trabajo                                           | Resultado |
| 2010 | ASAP Pop Viewer's Choice Awards | Mejores personajes de televisión                         | John Lloyd Cruz como Matteo Angel Locsin como Lia | Nominados |
| 2011 | 2011 Golden Screen TV Awards    | Destacada actuación de un actor en una serie dramática   | John Lloyd Cruz                                   | Nominado  |
| 2011 | 2011 Golden Screen TV Awards    | Destacada actuación de una actriz en una serie dramática | Angel Locsin                                      | Nominada  |
| 2011 | 2011 Golden Screen TV Awards    | Mejor actor de reparto en una serie dramática            | Jake Roxas                                        | Nominado  |
| 2011 | 25th Star Awards for TV         | Mejor actor de televisión                                | John Lloyd Cruz                                   | Nominado  |
| 2011 | 25th Star Awards for TV         | Mejor actor de televisión                                | Angel Locsin                                      | Nominada  |
| 2011 | 25th Star Awards for TV         | Mejor serie de televisión                                | Elenco                                            | Nominados |